# Ротенбург-ан-дер-Фульда
Ротенбург-ан-дер-Фульда (нем. Rotenburg an der Fulda) — город в Германии, в земле Гессен. Подчинён административному округу Кассель. Входит в состав района Херсфельд-Ротенбург. Население составляет 13 640 человек (на 31 декабря 2010 года). Занимает площадь 79,84 км². Официальный код — 06 6 23 018.
Город подразделяется на 8 городских районов.

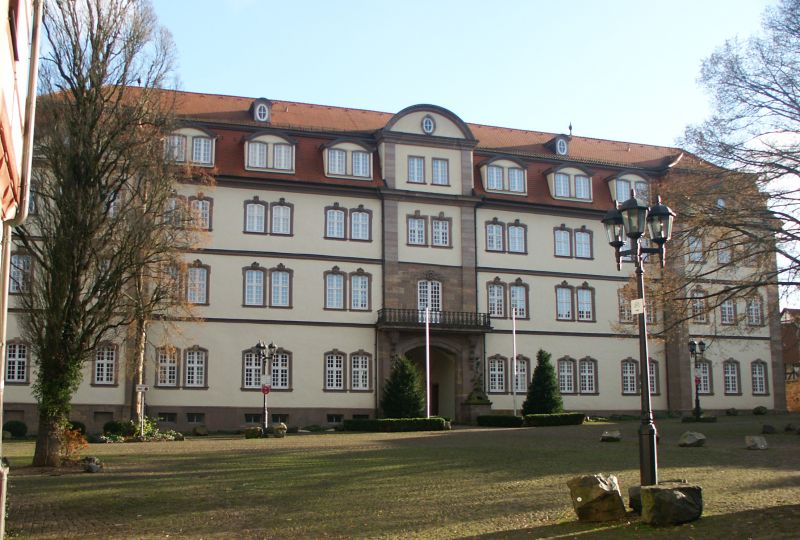
Ротенбург-ан-дер-Фульда

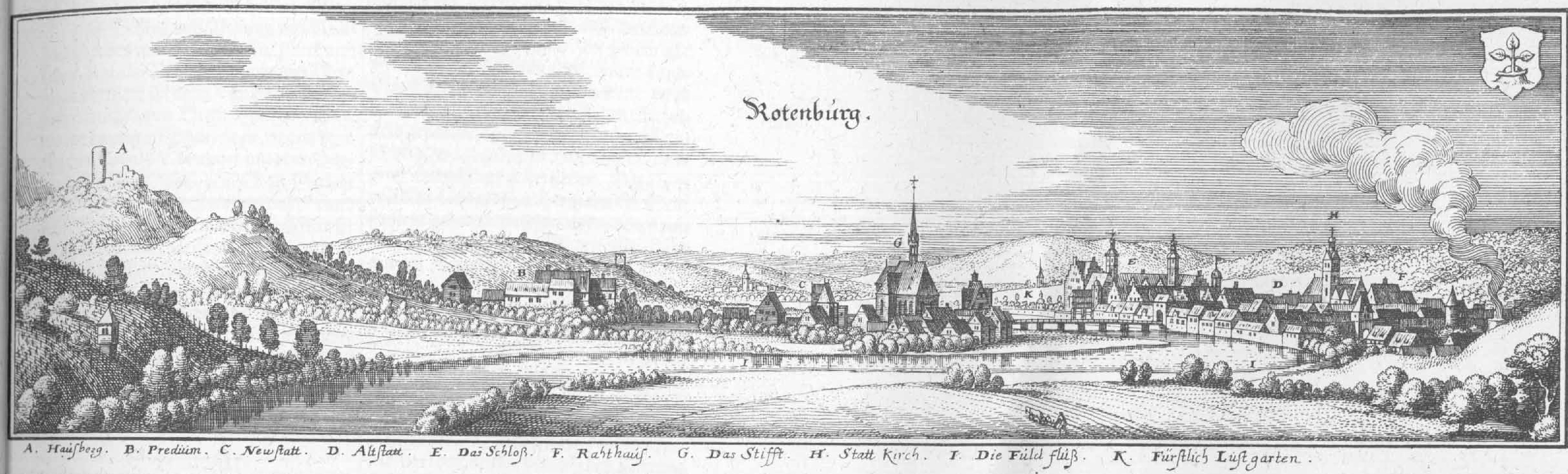
Ротенбург-ан-дер-Фульда